# مهندسی هزینه (مدیریت پروژه)
مهندسی هزینه (انگلیسی: Cost engineering) یک روش مهندسی است برای مدیریت هزینه پروژه که شامل فعالیت‌هایی مانند تخمین، کنترل هزینه، پیش‌بینی هزینه، برآورد سرمایه‌گذاری و تحلیل ریسک می‌شود.